# Marie de La Ferté-Senneterre
Marie Isabelle Gabrielle Angélique de La Mothe-Houdancourt (1654-1726), duchesse de La Ferté-Senneterre, fut gouvernante des enfants royaux de 1709 à 1710.

## Biographie
Marie Isabelle Gabrielle Angélique de La Mothe-Houdancourt est née en 1654 de Philippe de La Mothe-Houdancourt et de Louise de Prie. Son père est le duc de Cardona et sert comme vice-roi de Catalogne et comme maréchal de France. Sa mère est membre de la cour française qui a servi de gouvernante royale pour les enfants de Louis XIV et du Grand Dauphin. Elle a deux sœurs, Charlotte (duchesse de Ventadour) et Françoise Angélique (duchesse d'Aumont).

Portrait équestre de la duchesse de la Ferté, par Joseph Parrocel (1670).

En 1675 elle épouse Henri-François de Saint-Nectaire, duc de La Ferté-Senneterre, et eut deux enfants, Françoise Charlotte de Saint-Nectaire et de la marquise de Lévis-Mirepoix.
De 1709 à 1710, elle est la gouvernante des enfants de France à Versailles, une fonction précédemment occupée par sa mère. En tant que gouvernante royale, elle est chargée de l'éducation des enfants du dauphin Louis, duc de Bourgogne : le futur Louis XV et le duc de Bretagne. Elle est suivie dans ce rôle par sa sœur, Mme de Ventadour.
À la mort de sa mère en 1709, elle hérite également du château de Montpoupon. En procès avec son époux pendant de longues années, leur mésentente était complète et ils ne se voyaient guère. La duchesse de La Ferté passait sa vie à la cour où elle avait une grande situation. C'est sa fille Françoise-Charlotte qui hérita de la seigneurie de Montpoupon.

## Sources
- Docteur Cabanès, Mœurs intimes du Passé - Huitième série, Éducation de Princes, Albin Michel, Editeur, Paris, 3e mille.